# Aleksei Ivànovitx Abrikóssov
Aleksei Ivànovitx Abrikóssov, rus: Алексе́й Ива́нович Абрико́сов (18 de gener [C.J. 6 de gener] de 1875, Moscou - 9 d'abril de 1955, ibíd.) - fou un metge anatomopatòleg rus i soviètic, professor a la Universitat de Moscou. Acadèmic de l'Acadèmia de les Ciències de l'URSS (1939), acadèmic de l'Acadèmia de ciències mèdiques de l'URSS (1944). Heroi del Treball Socialista (1945). Guanyador del Premi Stalin de primer grau.

## Biografia
Aleksei Abrikóssov va néixer en una rica família de propietaris de fàbriques, que eren els proveïdors oficials de confitures de xocolata a la Cort Imperial de Rússia. El seu avi era l'industrial Aleksei Ivànovitx Abrikóssov. El seu pare, Ivan Alekséievitx Abrikóssov, s'esperava que es fes càrrec de l'empresa familiar fins a la seva mort prematura per tuberculosi. Els seus germans inclouen el diplomàtic tsarista Dmitri Abrikóssov i la serventa de Déu (i candidata a santedat) Anna Abrikóssova.
Tot i que els membres més joves de la família rarament assistien a la Divina Litúrgia, els Abrikóssov es consideraven pilars de l'Església Ortodoxa Russa.
Entre 1894 i 1898 fou estudiant de la facultat de medicina de la Universitat de Moscou. Després de graduar-se, va treballar com a metge resident a l'Hospital Staro-Iekaterininskaia sota la direcció de M. N. Nikíforov, per la qual cosa va ser acceptat com a prosector assistent al Departament d'Anatomia Patològica de la Universitat de Moscou (1902). El 1904 va defensar la seva tesi doctoral "Sobre els primers canvis anatòmics en els pulmons al començament de la tuberculosi pulmonar"; va ser nomenat prosector de l'Hospital Infantil de Morózov (va romandre en aquest càrrec fins al 1911); Al mateix temps, va impartir un cicle de conferències a la universitat i també va impartir anatomia patològica a dues clíniques dentals. Des de finals de 1911 fou prosector de l'hospital Soldatenkovo. Des del 1918 va dirigir el Departament d'Anatomia Patològica de la 2a Universitat Estatal de Moscou. El 1920 va ser traslladat, amb el mateix càrrec, a la 1a Universitat Estatal de Moscou. Entre 1920 i 1930 fou professor de la Facultat de Medicina de la Universitat de Moscou (des de 1930 - Primer Institut Mèdic de Moscou.
Va supervisar l'obertura dels cossos de Lenin (22 de gener de 1924), Mikhaïl Frunze (1925), Vladímir Békhterev (1927), Valerian Kúibixev (1935) i Víktor Noguín (1924).
Organitzador de la Societat de Patòlegs de Moscou (des de 1938 - President honorari).
Membre del PCUS des del 1939. A principis dels anys cinquanta va ser sotmès a la repressió. El 1951, A.I. Abrikóssov i la seva esposa van ser suspesos de feina a l'hospital del Kremlin a causa de l'anomenat Complot dels Metges.
El 1944-1951 va ser director de l'Institut de Morfologia Normal i Patològica de l'Acadèmia de Ciències Mèdiques de l'URSS .
Va ser triat membre de ple dret de l'Acadèmia de les Ciències de l'URSS (1939) i de l'Acadèmia de Ciències Mèdiques de l'URSS (1944), va ser vicepresident de l' Acadèmia de Ciències Mèdiques de l'URSS entre 1944 i 1947. Membre honorari de la Societat Ucraïnesa de Patòlegs, membre titular de l'Associació Internacional de Patologia Clínica de Londres, doctor honorari per la Universitat d'Atenes, membre corresponent de l'Acadèmia Polonesa de les Ciències. El 1946 va ser triat membre honorari de la Societat de Naturalistes de Moscou.
Va morir el 9 d'abril de 1955. Va ser enterrat a Moscou, al cementiri de Novodévitxi.

## Activitats científiques
És autor de més de 100 treballs científics publicats dedicats principalment a la tuberculosi pulmonar, anatomia patològica dels ganglis simpàtics, tumors musculars, morfologia de l'al·lèrgia i problemes de sèpsia.
Les principals obres d'Abrikóssov inclouen: "Sobre els primers canvis anatòmics en els pulmons en l'inici de la tuberculosi pulmonar" (1904), on es va aclarir l'essència anatòmica dels canvis inicials de la tuberculosi pulmonar, que encara avui és veritable; "Anatomia patològica de la boca i les dents" (1914), que presenta una presentació sistemàtica del tema; "Anatomia patològica dels ganglis simpàtics" (1923) - descripció dels canvis en els nodes simpàtics de diverses malalties. Abrikóssov també és conegut per obres sobre granulomes grassos (1931) i especialment sobre la morfologia de les al·lèrgies (1934, 1936, 1940). És autor de diversos manuals i llibres de text: "Tècnica d'autòpsies" (1925, 4a edició, 1948); "Fonaments d'anatomia patològica general" (1933, 9a edició, 1949); "Fonaments d'anatomia patològica particular" (1939, 4a ed., 1950); "Anatomia patològica particular" (Vol. 3, 1938-1947).
El 1935-1955 va ser editor de la revista Архив патологии ("Arxius de patologia").
És àmpliament conegut per fer el primer embalsamatge del cos de Lenin, per mantenir-lo intacte fins al seu enterrament. El cos es troba encara en exhibició permanent al mausoleu de Lenin a Moscou.

## Vida personal
Aleksei Ivànovitx Abrikóssov era el pare d'Aleksei Alekséievitx Abrikóssov, físic teòric i co-receptor del Premi Nobel de Física el 2003.